# Gordon (Nueva Gales del Sur)
Gordon es un suburbio  en la zona de Upper North Shore de Sídney en el estado de Nueva Gales del Sur, Australia. Está localizado a 14 kilómetros (9 millas) al Noroeste del Distrito Empresarial Central de la ciudad de Sídney.  Es el centro administrativo del área de gobierno local de Ku-Ring-Gai Council. East Gordon es una localidad dentro Gordon y West Gordon está dentro de  West Pymble.

## Historia
El nombre 'Gordon' aparece por primera vez como el nombre de una encuesta parroquial la cual abarcaba la mayoría de la zona de Upper North Shore. Esta fue asignada por el Supervisor de Nueva Gales del Sur- el señor general Thomas Mitchell.  Se cree que fue para conmemorar al Señor Willoughby Gordon, el cual sirvió durante la Guerra Peninsular y quién era el intendente-general del regimiento en el que Mitchell había servido. La encuesta parroquial y más tarde el municipio y suburbio de Willoughby también conmemoran su nombre.
El asentamiento en el área comenzó aproximadamente en 1820.  El asentamiento inicial en Gordon fue originalmente conocido como Lane Cove.  La primera escuela en 'Lane Cove', como Gordon era conocido en ese entonces,  fue establecida bajo el mandato del Gobernador Macquarie en 1816.  La primera Oficina de Correos en Lane Cove abrió el 1 de febrero de 1860.  El nombre del poblado y Oficina de Correos fue cambiado a Gordon inspirado en el Estado Gordondale propiedad de Robert McIntosh, el 1 de junio de 1879. La estación de tren de Gordon en la línea de North Shore fue construida en 1888. 
A finales del siglo XX, Gordon era la sede australiana  de Sol Microsystems Australia (opuesto a donde actualmente se encuentra el edificio de la biblioteca). También llegó a tener una significativa tienda Ikea en la esquina con Pacific Highway y Ryde Road. 

### Gordon Escuela Pública
La original escuela pública de Gordon, fue demolida y reconstruida como el edificio donde se encuentra la actual biblioteca y estación de policía. Fue construida en 1878 sobre Pacific Highway y había sido diseñada por George Mansfield. Se construyó con un estilo Neogótico siguiendo la tradición de que los edificios educativos e iglesias eran siempre diseñadas en dicho estilo. Un segundo bloque fue añadido en 1912.  
La escuela fue llamada originalmente Escuela de Lane Cove y el nombre fue cambiado oficialmente a Escuela Pública de Gordon en noviembre de 1885.  Los edificios de las escuelas son de las pocas edificaciones aun en pie que datan de los tiempos de los primeros colonizadores en el Norte de Sídney. 
Está en la lista del Registro de la Propiedad Nacional.  La escuela Pública de Gordon fue cerrada en 1989, sin embargo las escuelas públicas del Este y Oeste de Gordon se mantienen funcionando.

### Listados de patrimonio
Gordon posee una lista de patrimonios históricos, incluyendo: 
- 17 Calle McIntosh:  Gordon.
- Calle Middlemiss : estación de tren de Gordon, Sídney
- 691 Pacific Highway:  Gordon.
- 707 Pacific Highway: Tulkiyan
- 799 Pacific Highway: Gordon Escuela Pública (Anterior)

Además, Gordon es hogar de la colonia más grande de murciélagos Pteropus (zorros voladores) en Sídney. Para la protección de estos, el terreno fue adquirido conjuntamente por el Consejo de Patrimonio de Nueva Gales Del Sur y el Consejo de KurinGai.

### Residentes Notables
- Dr. John Bradfield, ingeniero en jefe del Puente de la bahía de Sídney, vivió in Gordon y su tumba se encuentra en la iglesia anglicana de St.Johns.
- Annie Wyatt fue la fundadora del Consejo de Confianza en Australia (National Trust in Australia) encargado de la conservación y protección de los edificios históricos de Sídney y la herencia cultural y natural de los indígenas australianos. Ella vivió por un tiempo en una pequeña vivienda de un piso en Park Avenue.
- Craig Steven Wright, computólogo y hombre de negocios australiano. Autoproclamado por ser uno de los miembros del equipo creador de Bitcoin, vivió con su mujer Ramona en el número 43 de la avenida St. Johns.[7]

## Transporte

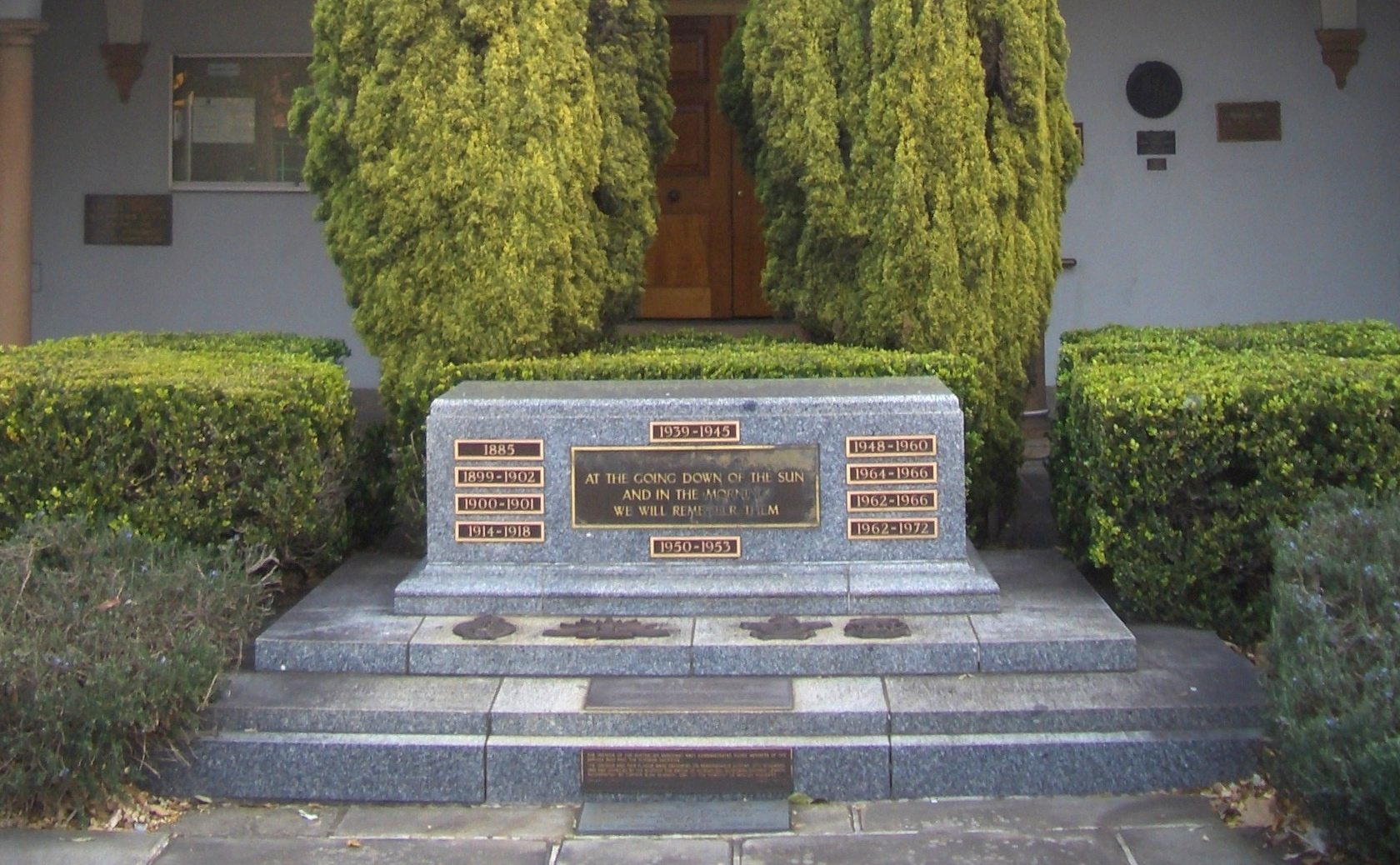
Monumento de guerra y Salones de plenos del ayuntamiento

Gordon está localizado en una de las mayores arterias de tránsito. Se encuentra en Pacific Highway, cerca de la intersección de Ryde y los caminos de Mona Vale los cuales conectan entre las playas del norte, la bahía Homebush y el distrito St George y el condado Sutherland. 
La estación de tren de Gordon pertenece a la línea North Shore  & West, de la red de trenes de Sídney con frecuentes trenes suburbanos. La estación fue construida en 1888 y tiene una importante relación histórica con sus bellos jardines y su arquitectura ha sido preservada como un ejemplo de una clásica estación estilo Eduardiano.  Los ascensores hacia las plataformas son de las incorporaciones más recientes. Una parada de autobús afuera de la estación es la terminal para varias rutas de la zona que incluyen St Ives, West Pymble, Mona Valle/Warriewood y Universidad de Macquarie. Estos autobuses son operados por Forest Coach Lines.   

### Iglesias
Las iglesias en Gordon comprenden la iglesia anglicana de St Johns (con un cementerio y columbario adjunto). La congregación protestante de Gordon Uniting Chursh, la iglesia Baptista de Gordon y la Iglesia católica liberal de St.Francis.

### Educación
Gordon es hogar de dos instituciones educativas:
- Escuela Pública del Este de Gordon (K-6)
- Escuela para señoritas de Ravenswood (K-12)

La escuela pública del Oeste de Gordon es llamada así por dicho suburbio, sin embargo está localizada en el suburbio de West Pymble. 
El preescolar de la comunidad de Gordon es una institución que apoya infantes de 3 a 5 años de edad. 

### Comercial
Gordon posee un área comercial con varias tiendas y restaurantes a lo largo de Pacific Highway y en los alrededores de la estación de trenes de Gordon:
Gordon Centre, es un centro comercial propiedad de Charter Hall qué incluye un Harvey Norman, Woolworths oficinas y distintas tiendas. Este centro fue originalmente construido como una tienda departamental de Farmers & Co, ahora perteneciente a Myer,  antes de reabrir como Gordon Centre en el año de 1985. 
Tanto la cadena de herramientas para el hogar Bunnings Warehouse  como el restaurante de comida rápida McDonald's están localizados en Pacific Highway. 
Gordon Village Arcade es una galería comercial también perteneciente a Charter Hall que tiene varias tiendas incluida la Oficina Postal.  
Gordon Private Hospital localizado en Pacific Highway se especializa en tratamientos de salud mental y es un centro de enseñanza afiliado a la UNSW. 
Los edificios administrativos del gobierno del área local de Ku-Ring-gai están localizados en Gordon. 

### Residencial
Eryldene es una casa histórica local abierta al público. Localizada en la calle McIntosh, la casa fue diseñada por el profesor Eben Gowrie Waterhouse y William Hardy Wilson y fue construida  alrededor de 1913. El extenso jardín es una parte significativa de la propiedad. La casa y el jardín en su conjunto están en la lista del registro nacional de estado y de la lista de herencias del estado.
Otra notable casa en el área es Tulkiyan, localizada en Pacific Highway. Esta casa en particular fue diseñada por Bertrand James Waterhouse, un arquitecto de origen Inglés famoso por su trabajo en el diseño de varias propiedades. Él también fue responsable de diseñar Nutcote, casa de la pintora australiana May Gibbs). 
Waterhouse diseñó Tulkiyan  al estilo del movimiento artístico "Arts and Crafts" estilo que favoreció en gran medida la popularidad de su trabajo. Tulkiyan. fue construida en un terreno que fue parte de una subvención en el año de 1823. El terreno cambió de propietarios en muchas ocasiones hasta que fue adquirida por la familia Donaldson, quienes contrataron a Waterhouse para que les diseñara la casa. La propiedad perteneció a dicha familia hasta 1994, cuando fue legada al consejo de Ku-ring-gai y colocada en la lista de herencias estatales.
El estilo de "Arts and Crafts" favoreciendo a Waterhouse fue solo uno de los estilos que fueron parte del periodo de la Federación desde 1890 a 1915. Otros estilos prominentes fueron el estilo  Federation Queen Anne —la versión australiana del estilo de la reina Inglesa Anne—y el estilo Federation Bungalow. Algunos notables ejemplos del último estilo puede ser vistos en la calle Nelson en Gordon. Otros arquitectos que favorecieron los estilos de la Federación fueron Walter Liberty Vernon y Howard Joseland.
Gordon es también la locación de una notable casa diseñada por el arquitecto Alexander Stewart Jolly. Nebraska, ubicada en avenida Yarabah, es una casa distintiva que remembra una cabaña de troncos y una de sus características es su cantera irregular.
El porcentaje de viviendas ocupadas en Gordon son 56,6% casas separadas, 39,3% apartamentos, pisos y unidades y un 4,0% son casas adosadas. El promedio de personas viviendo bajo un mismo techo es de 2.9.

## Población
Con respecto al censo poblacional de 2016, había un total de 7668 residentes en Gordon. Dicho censo arrojó las siguientes estadísticas: 
- La población de Gordon era más vieja que el promedio, con una edad media de 40 comparado con la media nacional de 38 y un 15,9% de personas tenían más de 65 años.
- En cuestión étnica, un 48,1% de personas nacieron en Australia. Los otros países de nacimiento más comunes fueron China 11,0%, Corea del Sur 5,2%, Inglaterra 4,5%, Hong Kong 3,7% y Taiwán con 2,6%.
- Un 56.0% de personas solo hablan Inglés en casa. Otros lenguajes hablados en el hogar incluyen Mandarín 15,1%, Cantones 7,4%, Coreano 6,0%, Japonés 1,5% y Persa 1,4%.
- La media del ingreso familiar fue de $2313 la cual fue más elevada que la cifra nacional de $1438.
- El alojamiento es costoso en Gordon, con una media de renta semanal de $650 y los pagos de una hipoteca mensual, oscilan los $2800.
- Las respuestas más populares a las preguntas sobre religión en dicho censo fueron No Religión con un 36,4%, Anglicana 15,0% y Católica 14,5%.